# Nela Sršen
Dr. Nela Sršen, (Metković, 30. travnja 1965.), liječnica, kirurginja,  počasna konzulica Republike Hrvatske u Italiji, predsjednica Udruge Hrvatska kuća u Padovi.

#### Liječnica
Do dolaska na Hvar, gdje je provela djetinjstvo, živjela je u Vidu, mjestu nedaleko Metkovića, poznatom po drevnom rimskom gradu Naroni, čiji se ostaci tamo nalaze. Srednju školu završila je u Splitu. Nakon toga upisuje studij medicine u Padovi. Diplomirala je prije roka. Karijeru započinje u Hitnoj službi u Trevisu, a nakon toga u padovanskoj bolnici. Nakon specijalizacije u New Yorku postala je najmlađa članica tima za transplantaciju jetara prof. Davida D'Amica, najcjenjenijega talijanskoga kirurga Sveučilišne bolnice u Padovi. 

#### Počasna konzulica RH
U srpnju 2004., na preporuku predsjednika Republike Hrvatske Stjepana Mesića, proglašena je počasnom konzulicom Republike Hrvatske u regiji Veneto, u Italiji. Iza tog promaknuća stoji dugogodišnji naporan rad i zalaganje u spašavanju života mnogih teških bolesnika iz Hrvatske.
Jedan od prvih pacijenata, kojemu je njezinim zalaganjem spašen život, bila je dvogodišnja Snježana Turić iz Travnika, operirana 1996. Djevojčica sada normalno odrasta. Zahvaljujući Nelinoj upornosti i požrtvovnosti spašeno je još stotinjak pacijenata iz Hrvatske, među kojima slikar Dalibor Jelavić i kantautor i pjesnik Arsen Dedić. Utemeljiteljica je i predsjednica humanitarne udruge "Hrvatska kuća" čiji je trenutni projekt kupnja jedne kuće u Padovi u Italiji koja bi bila namijenjena boravku hrvatskih građana u teškim situacijama odlaska na liječenje u stranu zemlju, koje često puta zna biti dugotrajno.
Dobitnica je priznanja Veliko zlatno srce, koje su joj dodijelile Udruga hrvatskih branitelja Domovinskog rata 91. (UHBDR91.) i Udruga hrvatskih branitelja Zagrebački velesajam, u suradnji s drugim Udrugama proizašlim iz Domovinskog rata, na poticaj Mladena Pavkovića.
Također je na poticaj UHBDR91. i Mladena Pavkovića te drugih Udruga proizašlih iz Domovinskog rata te dr. Nedima Ademovića, prof.dr. Šimuna Anđelinovića, prof.dr. Nikice Gabrića, Jakova Sedlara, prof.dr. Vjerana Zuppe i drugih predložena za Nobelovu nagradu za mir!

## Vanjski izvori
- http://nelasrsen.com/  Arhivirana inačica izvorne stranice od 24. studenoga 2012. (Wayback Machine)